# HC Slovan Moravská Třebová
HC Slovan Moravská Třebová (celým názvem: Hockey Club Slovan Moravská Třebová) je český klub ledního hokeje, který sídlí ve městě Moravská Třebová v Pardubickém kraji. Založen byl v roce 1957. Od sezóny 2006/07 působí v Pardubické krajské lize, čtvrté české nejvyšší soutěži ledního hokeje. Klubové barvy jsou modrá, červená a bílá.
Své domácí zápasy odehrává na zimním stadionu Moravská Třebová s kapacitou 1 200 diváků.

## Přehled ligové účasti
Stručný přehled
Zdroj:
- 2003–2006: Královéhradecká a Pardubická krajská liga – sk. B (4. ligová úroveň v České republice)
- 2006–2012: Pardubická krajská liga (4. ligová úroveň v České republice)
- 2012–2013: Pardubická krajská liga – sk. Východ (4. ligová úroveň v České republice)
- 2013– : Pardubická krajská liga (4. ligová úroveň v České republice)

Jednotlivé ročníky
Zdroj:
Legenda: ZČ - základní část, červené podbarvení - sestup, zelené podbarvení - postup, fialové podbarvení - reorganizace, změna skupiny či soutěže
| Česko (2003 – ) |                                                   |           |          |                                       |              |
| Sezóny          | Soutěž                                            | Úroveň    | ZČ       | Play-off, nadstavba, sk. o udržení... | Poznámky     |
| 2003/04         | Královéhradecká a Pardubická krajská liga – sk. B | 4. úroveň | 5. místo | Skupina o umístění (9. místo)         |              |
| 2004/05         | Královéhradecká a Pardubická krajská liga – sk. B | 4. úroveň | 2. místo | Finálová skupina (7. místo)           |              |
| 2005/06         | Královéhradecká a Pardubická krajská liga – sk. B | 4. úroveň | 3. místo | Zápas o 3. místo (výhra)              | Reorganizace |
| 2006/07         | Pardubická krajská liga                           | 4. úroveň | 4. místo | Předkolo                              |              |
| 2007/08         | Pardubická krajská liga                           | 4. úroveň | 3. místo | Zápas o 3. místo (prohra)             |              |
| 2008/09         | Pardubická krajská liga                           | 4. úroveň | 3. místo | Finále                                |              |
| 2009/10         | Pardubická krajská liga                           | 4. úroveň | 3. místo | Zápas o 3. místo (prohra)             |              |
| 2010/11         | Pardubická krajská liga                           | 4. úroveň | 2. místo | Vítěz                                 | Kvalifikace  |
| 2011/12         | Pardubická krajská liga                           | 4. úroveň | 4. místo | Zápas o 5. místo (prohra)             | Reorganizace |
| 2012/13         | Pardubická krajská liga – sk. Východ              | 4. úroveň | 1. místo | Finále                                | Reorganizace |
| 2013/14         | Pardubická krajská liga                           | 4. úroveň | 3. místo | Zápas o 3. místo (výhra)              |              |
| 2014/15         | Pardubická krajská liga                           | 4. úroveň | 3. místo | Čtvrtfinále                           |              |
| 2015/16         | Pardubická krajská liga                           | 4. úroveň | 2. místo | Vítěz                                 | Kvalifikace  |
| 2016/17         | Pardubická krajská liga                           | 4. úroveň | 2. místo | Zápas o 3. místo (výhra)              |              |
| 2017/18         | Pardubická krajská liga                           | 4. úroveň | 4. místo | Vítěz                                 |              |
| 2018/19         | Pardubická krajská liga                           | 4. úroveň | 1. místo | Zápas o 3. místo (výhra)              |              |
| 2019/20         | Pardubická krajská liga                           | 4. úroveň |          |                                       |              |